# 1999 FU34
1999 FU34 är en asteroid i huvudbältet som upptäcktes den 19 mars 1999 av LINEAR i Socorro County, New Mexico.
Den tillhör asteroidgruppen Hilda.